# Port Vila Premia Divisen
La Port Vila Premia Divisen è tradizionalmente la massima competizione calcistica di Vanuatu.
Vanuato ha un altro campionato, dal 2023 denominato [[VFF Champions League]]. I vincitori dei due campionati si qualificano al turno prelimnare dell'OFC Championse League.

## Port Vila Premia Divisen - Squadre 2013-2014
| Club               | Stagione 2011-2012 |
| ------------------ | ------------------ |
| Amicale            | 1º                 |
| Erakor Golden Star | neopromossa        |
| Ifira Black Bird   | 7º                 |
| Seveners United    | 5º                 |
| Shepherds Utd      | 3º                 |
| Spirit 08          | 6º                 |
| Tafea              | 2º                 |
| Tupuji Imere       | 4º                 |

## Albo d'oro
Lista dei vincitori:
- 1983:  Pango Green Bird
- 1984: Sconosciuto
- 1985: Sconosciuto
- 1986:  Ifira Black Bird
- 1987: Sconosciuto
- 1988: Sconosciuto
- 1989:  Erakor Golden Star
- 1990: Sconosciuto
- 1991: Sconosciuto
- 1992: Sconosciuto
- 1993: Sconosciuto
- 1994:  Tafea
- 1995:  Tafea
- 1996:  Tafea
- 1997:  Tafea
- 1998:  Tafea
- 1999:  Tafea
- 2000:  Tafea
- 2001:  Tafea
- 2002:  Tafea
- 2003:  Tafea
- 2004:  Tafea
- 2005:  Tafea
- 2006:  Tafea
- 2007:  Tafea
- 2008-2009:  Tafea
- 2009-2010:  Amicale
- 2010-2011:  Amicale
- 2011-2012:  Amicale
- 2012-2013:  Amicale
- 2013-2014:  Amicale
- 2014-2015:  Amicale
- 2015-2016:  Erakor Golden Star
- 2016-2017:  Ifira Black Bird
- 2017-2018:  Tupuji Imere
- 2018-2019:  Tafea
- 2019-2020:  Ifira Black Bird
- 2020-2021:  ABM Galaxy
- 2021-2022:  Ifira Black Bird
- 2022-2023:  Ifira Black Bird
- 2023-2024:  Ifira Black Bird

## Vincitori
| Club               | Campionati | Anni |
| ------------------ | ---------- | --- |
| Tafea              | 16         | 1994, 1995, 1996, 1997, 1998, 1999, 2000, 2001, 2002, 2003, 2004, 2005, 2006, 2007, 2008-2009, 2018-2019 |
| Amicale            | 6          | 2009-2010, 2010-2011, 2011-2012, 2012-2013, 2013-2014, 2014-2015                                         |
| Ifira Black Bird   | 6          | 1986, 2016-2017, 2019-2020, 2021-2022, 2023-2024                                                         |
| Erakor Golden Star | 2          | 1989, 2015-2016                                                                                          |
| Pango Green Bird   | 1          | 1983 |
| Tupuji Imere       | 1          | 2017-2018                                                                                                |
| ABM Galaxy         | 1          | 2020-2021                                                                                                |